# Eupithecia deserticola
Eupithecia jamesi là một loài bướm đêm trong họ Geometridae.